# Rock Star
Pour plus de détails, voir Fiche technique et Distribution.
Rock Star est une comédie dramatique américaine de Stephen Herek sortie en 2001, avec Mark Wahlberg , Jennifer Aniston et Timothy Olyphant .

## Synopsis
Chris Cole (Mark Wahlberg) est fan du groupe de heavy metal Steel Dragon. Une fois ses journées de travail terminées, il assouvit pleinement sa passion en jouant dans le groupe de rock qu'il a créé en hommage à ses idoles. Mais alors que l'ambiance du groupe se dégrade peu à peu, Chris reçoit une offre du guitariste des Steel Dragon pour remplacer le chanteur du groupe. Commence alors pour Chris une nouvelle vie, loin de la monotonie où l'argent, la drogue, les filles, la fête prennent une place à part entière aux dépens de l'amitié de ses copains et de l'amour d'Emily (Jennifer Aniston).
Ce film est inspiré d'une histoire vraie, celle de Tim "Ripper" Owens, fan de Judas Priest qui est devenu chanteur du groupe après le départ de Rob Halford.

## Fiche technique
- Titre : Rock Star
- Titre Original : Rock Star
- Réalisation : Stephen Herek
- Scénario : John Stockwell
- Producteur : Toby Jaffe, Robert Lawrence
- Producteur exécutif : George Clooney, Mike Ockrent, Steven Reuther
- Société de Production : Warner Bros
- Budget : 38 Millions de dollars
- Musique : Trevor Rabin
- Photographie : Ueli Steiger (en)
- Durée : 108 minutes
- Genre : Comédie dramatique
- Lieux de Tournage : Los Angeles, Seattle, Washington State
- Dates de sortie : 
  - États-Unis : 7 septembre 2001
  - France : 23 avril 2003 (vidéo)

## Distribution
- Mark Wahlberg (VF : Arnaud Léonard / VQ : Patrice Dubois) : Chris Cole
- Jennifer Aniston (VF : Dorothée Jemma / VQ : Isabelle Leyrolles) : Emily Poule
- Timothy Olyphant (VQ : François Godin) : Rob
- Timothy Spall (VQ : François L'Écuyer) : Mats
- Dominic West (VQ : Marc-André Bélanger) : Kirk Cuddy
- Jason Flemyng (VQ : Joël Legendre) : Bobby Beers
- Jason Bonham : A.C.
- Jeff Pilson : Jorgen
- Zakk Wylde : Ghode
- Dagmara Domińczyk (VQ : Christine Bellier) : Tania Asher
- Matthew Glave (VQ : Denis Roy) : Joe Cole, le frère de Chris
- Michael Shamus Wiles (VQ : Jean-Marie Moncelet) : le père de Chris
- Beth Grant : la mère de Chris
- Blas Elias : Donny Johnson (Blood Pollution)
- Nick Catanese : Xander Cummins (Blood Pollution)
- Brian Vander Ark : Ricki Bell (Blood Pollution)
- Rachel Hunter : la femme d'A.C.
- Heidi Mark : la femme de Kirk
- Carrie Stevens (en) : la femme de Ghode
- Amy Miller : la femme de Jorgen
- Jamie White : MTV Veejay

Référence VQ : Doublage Québec

## Steel Dragon
Le groupe inclut différents artistes de talent et un acteur qui joue le rôle de chanteur du groupe.
Il y a aussi des musiciens additionnels qui viennent donner leur contribution pour l'écriture des chansons.
- Zakk Wylde - Guitariste "Ghode" (Réalité : leader de Black Label Society)
- Jeff Pilson - Bassiste "Jörgen" (Réalité : Bassiste de Foreigner)
- Jason Bonham - Batteur "A.C."
- Jason Flemyng (Acteur) - Chant "Bobby Beers"
- Jeff Scott Soto - Chant "Bobby Beers"
- Mark Wahlberg (Acteur) - Chant "Chris 'Izzy' Cole"
- Michael Matijevic - Chant "Chris 'Izzy' Cole" ( Réalité : Chanteur de Steelheart)
- Dominic West (Acteur) - Guitariste "Kirk Cuddy"

### Musiciens additionnels
- Guy Pratt (Basse)
- Brian McLeod (Batterie)
- Myles Kennedy (Chant) - "Thor" (Steel Dragon)
- Blas Elias (Batterie) - "Donny Johnson" (Blood Pollution)
- Nick Catanese (Guitare) - "Xander Cummins" (Blood Pollution)
- Brian Vander Ark (Basse, chant) - "Ricki Bell" (Blood Pollution)
- Timothy Olyphant (Acteur - Guitare, chant) - "Rob Malcolm" (Blood Pollution)

### Discographie
- Lubricator (2001)

1. Steel Dragon - Blood Pollution (Twiggy Ramirez)
2. Steel Dragon - Crown Of Falsehood (Zakk Wylde)
3. Steel Dragon - Reckless (Kane Roberts, Mike Slamer & Jimmy Tavis)
4. Steel Dragon - We All Die Young (Michael Matijevic & Ken Kanowski)
5. Steel Dragon - Livin' the Life (I Was Born to Live) (Peter Beckett & Steve Plunkett)
6. Steel Dragon - Desperate Hearts (Jeff Pilson)
7. Steel Dragon & Blood Pollution - Long Live Rock 'n' Roll (Ritchie Blackmore & Ronnie James Dio)
8. Steel Dragon & Blood Pollution - Stand Up (Sammy Hagar)
9. Steel Dragon & Blood Pollution - Wasted Generation (Desmond Child, A. Allen & J. Allen)

## Anecdotes
- Lorsque Chris arrive pour auditionner pour Steel Dragon, le groupe auditionnait déjà un autre chanteur. Ce chanteur n'est autre que Michael Starr (de son vrai nom Ralph Saenz), le chanteur du groupe de glam Steel Panther.
- Le garçon fan de Steel Dragon que Chris fait monter sur scène avant de partir est joué par Myles Kennedy, qui sera le chanteur du groupe Alter Bridge puis avec Slash.